# Caius Vibius Maximus
Caius Vibius Maximus est un haut chevalier romain, préfet d'Égypte entre 103 et 107 sous Trajan.

## Biographie
Il est préfet d'une aile de cavalerie des troupes auxiliaires en Syrie. En 93, sous Domitien, il est préfet d'une cohorte, la III Alpinorum, en Dalmatie.
Il est préfet d'Égypte sous Trajan, entre 103 et 107, succédant à Caius Minicius Italus. Lors de sa préfecture, il fait un édit ordonnant à tous ceux qui sont hors de leurs quartiers à retourner dans leurs foyers en raison de l'approche de recensement,. Servius Sulpicius Similis lui succède en 107.
Vibius Maximus est un ami de Martial et de Stace.
Il est en outre un destinataire d'une lettre de Pline le Jeune, où l'on apprend qu'il a écrit un ouvrage pour se défendre et contre Caius Pompeius Planta, un de ses prédécesseurs au poste de préfet d'Égypte, et que Pline presse de publier à la suite de la mort de Pompeius, son ennemi,,. Cet ouvrage est alors largement diffusé, mais dont on ignore le contenu. On ne peut dater la lettre de Pline qu'entre 100 et 110. Dans une autre lettre, datée de 100-103, Pline lui recommande un ami, Marius Arrianus Maturus, qu'il cherche à honorer d'une distinction,. Vibius Maximus lui trouve sans doute un poste en Égypte.